# Lista de países por consumo de cannabis

Mapa do uso anual de maconha por país.

Esta é uma lista de países por consumo de cannabis por pessoas entre 15 e 64 anos (ou outras idades indicadas). O indicador de prevalência anual mostra a porcentagem de pessoas que usam a droga por pelo menos uma vez no ano.
A fonte primária é World Drug Report 2006 (WDR 2006), publicada pela Escritório das Nações Unidas sobre Drogas e Crime.
| País                            | Prevalência anual (%) | Ano       | Fontes e notas        |
| ------------------------------- | --------------------- | --------- | --------------------- |
| Papua New Guinea                | 29.5                  | 1995      |                       |
| Estados Federados da Micronésia | 29.1                  | 1995      |                       |
| Ghana                           | 21.5                  | 1998      |                       |
| Zambia                          | 17.7                  | 2003      | (Tentative estimates) |
| Canada                          | 16.8                  | 2004      | (15-64)               |
| Haiti                           | 16.1                  | 2000      | (Tentative estimates) |
| Sierra Leone                    | 16.1                  | 1996      |                       |
| Nigeria                         | 13.8                  | 2000      |                       |
| New Zealand                     | 13.4                  | 2001      |                       |
| Australia                       | 13.3                  | 2004      |                       |
| USA                             | 12.6                  | 2004      | (15-64)               |
| Morocco                         | 11.8                  | 2002      |                       |
| Spain                           | 11.3                  | 2003      |                       |
| Czech Republic                  | 10.9                  | 2002      | (18-64)               |
| United Kingdom                  | 10.8                  | 2003/04   | (16-59)               |
| Jamaica                         | 10.7                  | 2001      | (Tentative estimates) |
| France                          | 9.8                   | 2002      |                       |
| Switzerland                     | 9.6                   | 2003      | (Tentative estimates) |
| Madagascar                      | 9.1                   | 2004      | (Tentative estimates) |
| Guatemala                       | 9.1                   | 2003      |                       |
| South Africa                    | 8.4                   | 2002      | (Tentative estimates) |
| Belgium                         | 8                     | 2003      | (Tentative estimates) |
| Scotland                        | 7.9                   | 2003      | (16-59)               |
| Mali                            | 7.8                   | 1995      | (Tentative estimates) |
| Greenland                       | 7.6                   | 2003      | (Tentative estimates) |
| Luxembourg                      | 7.6                   | 2003      | (Tentative estimates) |
| Austria                         | 7.5                   | 2004      |                       |
| Barbados                        | 7.3                   | 2002      | (Tentative estimates) |
| Italy                           | 7.1                   | 2003      | (15-54)               |
| Germany                         | 6.9                   | 2003      | (18-59)               |
| Zimbabwe                        | 6.9                   | 2000      |                       |
| Grenada                         | 6.7                   | 2003      | (Tentative estimates) |
| Belize                          | 6.7                   | 2003      | (Tentative estimates) |
| Lebanon                         | 6.4                   | 2001      | (Tentative estimates) |
| Kyrgyzstan                      | 6.4                   | 2001      | (Tentative estimates) |
| Slovenia                        | 6.2                   | 2003      | (Tentative estimates) |
| Denmark                         | 6.2                   | 2000      | (16-64)               |
| Netherlands                     | 6.1                   | 2001      |                       |
| Liechtenstein                   | 6                     | 1998      | (Tentative estimates) |
| Israel                          | 5.7                   | 2001      | (UNODC estimates)     |
| Chile                           | 5.6                   | 2004      |                       |
| Northern Ireland (UK)           | 5.4                   | 2002/03   |                       |
| Egypt                           | 5.2                   | 1997      | (UNODC estimates)     |
| Ireland                         | 5.1                   | 2002/03   |                       |
| El Salvador                     | 5                     | 2004      | (12-45)               |
| Iceland                         | 5                     | 2001      | (18-75)               |
| Bahamas                         | 4.7                   | 2003      | (Tentative estimates) |
| Norway                          | 4.6                   | 2004      |                       |
| Estonia                         | 4.6                   | 2003      |                       |
| Philippines                     | 4.2                   | 2004      | (Tentative estimates) |
| Uzbekistan                      | 4.2                   | 2003      | (Tentative estimates) |
| Bosnia and Herzegovina          | 4.2                   | 2000      |                       |
| Iran                            | 4.2                   | 1999      |                       |
| Slovakia                        | 4.1                   | 2004      | (18-64)               |
| Bulgaria                        | 4.1                   | 2003      | (Tentative estimates) |
| Panama                          | 4                     | 2003      | (Tentative estimates) |
| Croatia                         | 4                     | 2003      | (Tentative estimates) |
| Kenya                           | 4                     | 1994      | (Tentative estimates) |
| Mauritius                       | 3.9                   | 2004      |                       |
| Rússia                          | 3.9                   | 2003      | (Tentative estimates) |
| Hungary                         | 3.9                   | 2003      |                       |
| Namibia                         | 3.9                   | 2000      |                       |
| Pakistan                        | 3.9                   | 2000      | (Tentative estimates) |
| Latvia                          | 3.8                   | 2003      | (15-68)               |
| Cyprus                          | 3.7                   | 2003      | (Tentative estimates) |
| Afghanistan                     | 3.6                   | 2005      |                       |
| Ukraine                         | 3.6                   | 2003      | (Tentative estimates) |
| Azerbaijan                      | 3.5                   | 2004      | (Tentative estimates) |
| Cambodia                        | 3.5                   | 2003      | (Tentative estimates) |
| Armenia                         | 3.5                   | 2003      | (Tentative estimates) |
| Tajikistan                      | 3.4                   | 1998      | (Tentative estimates) |
| Venezuela                       | 3.3                   | 2002      | (Tentative estimates) |
| Portugal                        | 3.3                   | 2001      |                       |
| Bangladesh                      | 3.3                   | 1997      |                       |
| Bolivia                         | 3.2                   | 2005      | (12-50)               |
| Finland                         | 3.2                   | 2002      |                       |
| India                           | 3.2                   | 2000      |                       |
| Nepal                           | 3.2                   | 1998      | (Tentative estimates) |
| Ecuador                         | 3                     | 2002      | (Tentative estimates) |
| Comoros                         | 2.9                   | 2002      | (Tentative estimates) |
| Poland                          | 2.8                   | 2002      |                       |
| Senegal                         | 2.8                   | 1999      |                       |
| Ethiopia                        | 2.6                   | 1999      | (Tentative estimates) |
| Belarus                         | 2.6                   | 2003      | (Tentative estimates) |
| Macau                           | 2.6                   | 2003      | (Tentative estimates) |
| Guyana                          | 2.6                   | 2002      | (Tentative estimates) |
| Somalia                         | 2.5                   | 2002      |                       |
| Sweden                          | 2.2                   | 2004      | (18-64)               |
| Lithuania                       | 2.2                   | 2004      |                       |
| Nicaragua                       | 2.2                   | 2002      | (Tentative estimates) |
| Angola                          | 2.1                   | 1999      |                       |
| Jordan                          | 2.1                   | 2001      | (Tentative estimates) |
| Suriname                        | 2                     | 2002      | (Tentative estimates) |
| Syria                           | 2                     | 2002      | (UNODC estimates)     |
| Argentina                       | 1.9                   | 2004      | (16-65)               |
| Colombia                        | 1.9                   | 2003      | (18-65)               |
| Turkey                          | 1.9                   | 2003      | (Tentative estimates) |
| Dominican Republic              | 1.9                   | 2000      |                       |
| New Caledonia                   | 1.9                   |           | (UNODC estimates)     |
| Albania                         | 1.8                   | 2004      |                       |
| Peru                            | 1.8                   | 2002      | (12-64)               |
| Greece                          | 1.7                   | 2004      |                       |
| Coreia do Sul                   | 1.6                   | 2004      |                       |
| Malaysia                        | 1.6                   | 2003      | (Tentative estimates) |
| Honduras                        | 1.6                   | 2002      | (Tentative estimates) |
| Uruguay                         | 1.5                   | 2001      | (13-64)               |
| Thailand                        | 1.5                   | 2001      | (12-65)               |
| Sri Lanka                       | 1.5                   | 2000      |                       |
| Myanmar                         | 1.4                   | 2001      | (Tentative estimates) |
| Uganda                          | 1.4                   |           | (UNODC estimates)     |
| Mexico                          | 1.3                   | 2002      | (15-65)               |
| Indonesia                       | 1.3                   | 2003      | (Tentative estimates) |
| Costa Rica                      | 1.3                   | 2000-2001 | (12-70)               |
| Brazil                          | 1                     | 2001      | (12-65)               |
| Romania                         | 0.9                   | 2004      |                       |
| Chad                            | 0.9                   | 1995      |                       |
| Malta                           | 0.8                   | 2001      | (18-65)               |
| Laos                            | 0.7                   | 2002      | (Tentative estimates) |
| Maldives                        | 0.5                   | 1994      |                       |
| Paraguay                        | 0.5                   | 2003      | (12-65)               |
| Taiwan                          | 0.5                   |           | (UNODC estimates)     |
| Bahrain                         | 0.4                   |           | (UNODC estimates)     |
| Vietnam                         | 0.3                   | 2002      | (Tentative estimates) |
| Tanzania                        | 0.2                   | 1999      | (UNODC estimates)     |
| Fiji                            | 0.2                   | 1996      |                       |
| Japan                           | 0.1                   | 2002      |                       |
| Oman                            | 0.1                   | 1999      |                       |
| Vanuatu                         | 0.1                   | 1997      |                       |
| Qatar                           | 0.1                   | 1996      |                       |
| Libya                           | 0.05                  | 1998      |                       |
| Hong Kong                       | 0.02                  | 2004      |                       |
| Brunei                          | 0.02                  | 1996      |                       |
| Singapore                       | 0.004                 | 2004      |                       |